# Stomiopera unicolor
Stomiopera unicolor là một loài chim trong họ Meliphagidae.